# Olmedilla de Alarcón (meteorito)
El meteorito de Olmedilla de Alarcón es un meteorito condrítico que cayó sobre la Tierra en 1929 en Olmedilla de Alarcón, España. El peso total del meteorito era de 40 kg.

## Historia
El meteorito de Olmedilla de Alarcón cayó en la localidad homónima de la provincia de Cuenca en la mitad del día del 26 de febrero de 1929. El meteorito, antes de caer, sufrió dos explosiones tan fuertes que se oyeron en Cuenca, situada a 50 km en línea recta. Se recogieron al menos siete fragmentos del meteorito a lo largo de una zona alargada de una extensión de aproximada de 7 × 3 km, paralela y próxima a la carretera de Madrid a Castellón.
Los hoyos producidos por los diversos fragmentos tenían muy poca profundidad, a pesar de tratarse de un terreno de labor nada rocoso; el más hondo no superaba los 40 cm.

## Composición y clasificación
El meteorito de Olmedilla de Alarcón es una brecha regolítica con estructura clara-oscura.
En el estudio micrográfico del mismo los olivinos presentan extinción escasa ondulatoria, fracturas irregulares y fracturas planas. Además, se advierten características de mosaicismo y deformación plana en algunos cristales.
Se observan vénulas y pequeños cóndrulos de hiperstena, mientras que la plagioclasa, siempre básica, no es muy abundante y no constituye nunca fenocristales.
La densidad del meteorito es de 3,71 g/cm³. Su composición elemental consiste en un 36,92% de SiO2, un 23,59% de MgO, un 17,6% de Fe, un 9,39% de FeO y un 2,52% de Al2O3.
Está clasificado como condrita H de tipo H5. Otros meteoritos análogos caídos en España son los de Molina, Cangas de Onís y Valencia.